# José Danilo Tobías
José Danilo Tobías (Tocoa, Honduras, 20 de enero de 1992) es un futbolista hondureño. Juega como lateral derecho y actualmente milita en el C. D. Victoria de la Liga Nacional de Honduras.

## Selección nacional
Fue internacional con la Selección de fútbol sub-17 de Honduras, con la cual disputó la Copa Mundial de Fútbol Sub-17 de 2009 en Nigeria.

### Participaciones en Copas del Mundo
| Mundial                | Sede    | Resultado    | Partidos | Goles |
| ---------------------- | ------- | ------------ | -------- | ----- |
| Mundial Sub-17 de 2009 | Nigeria | Primera fase | 2        | 0     |

## Clubes
| Club              | País     | Año         |
| ----------------- | -------- | ----------- |
| Real España       | Honduras | 2011        |
| Deportes Savio    | Honduras | 2011 - 2012 |
| Real Sociedad     | Honduras | 2012        |
| Real España       | Honduras | 2013        |
| Real Sociedad     | Honduras | 2013 - 2016 |
| Olimpia           | Honduras | 2016 - 2018 |
| Honduras Progreso | Honduras | 2018        |
| Real España       | Honduras | 2019 - 2020 |
| Real Sociedad     | Honduras | 2021 - 2022 |
| Victoria          | Honduras | 2022 - 2023 |
| Olancho F.C.      | Honduras | 2023 - 2024 |
| Victoria          | Honduras | 2024 - 2025 |
| Olancho F.C.      | Honduras | 2025 - ?    |

## Estadísticas
| Club                       | Temporada     | Liga  | Liga  | Copa Nacional | Copa Nacional | Copa Internacional | Copa Internacional | Total | Total |
| Club                       | Temporada     | Part. | Goles | Part.         | Goles         | Part.              | Goles              | Part. | Goles |
| -------------------------- | ------------- | ----- | ----- | ------------- | ------------- | ------------------ | ------------------ | ----- | ----- |
| Real España Honduras       | 2010/11       | 1     | 0     | -             | -             | -                  | -                  | 1     | 0     |
| Real España Honduras       | Total         | 1     | 0     | 0             | 0             | 0                  | 0                  | 1     | 0     |
| Deportes Savio Honduras    | 2011/12       | 25    | 2     | -             | -             | -                  | -                  | 25    | 2     |
| Deportes Savio Honduras    | Total         | 25    | 2     | 0             | 0             | 0                  | 0                  | 25    | 2     |
| Real Sociedad Honduras     | 2012/13       | 2     | 0     | -             | -             | -                  | -                  | 2     | 0     |
| Real Sociedad Honduras     | Total         | 2     | 0     | 0             | 0             | 0                  | 0                  | 2     | 0     |
| Real España Honduras       | 2012/13       | 11    | 0     | -             | -             | -                  | -                  | 11    | 0     |
| Real España Honduras       | Total         | 11    | 0     | 0             | 0             | 0                  | 0                  | 11    | 0     |
| Real Sociedad Honduras     | 2013/14       | 29    | 4     | -             | -             | -                  | -                  | 29    | 4     |
| Real Sociedad Honduras     | 2014/15       | 42    | 6     | -             | -             | -                  | -                  | 42    | 6     |
| Real Sociedad Honduras     | 2015/16       | 38    | 12    | -             | -             | -                  | -                  | 38    | 12    |
| Real Sociedad Honduras     | Total         | 109   | 22    | 0             | 0             | 0                  | 0                  | 109   | 22    |
| Olimpia Honduras           | 2016/17       | 24    | 0     | -             | -             | 3                  | 0                  | 27    | 0     |
| Olimpia Honduras           | 2017/18       | 19    | 1     | -             | -             | 6                  | 0                  | 25    | 1     |
| Olimpia Honduras           | Total         | 43    | 1     | 0             | 0             | 9                  | 0                  | 52    | 1     |
| Honduras Progreso Honduras | 2018/19       | 12    | 1     | -             | -             | -                  | -                  | 12    | 1     |
| Honduras Progreso Honduras | Total         | 12    | 1     | 0             | 0             | 0                  | 0                  | 12    | 1     |
| Real España Honduras       | 2018/19       | 17    | 3     | -             | -             | -                  | -                  | 17    | 3     |
| Real España Honduras       | 2019/20       | 23    | 0     | -             | -             | -                  | -                  | 23    | 0     |
| Real España Honduras       | Total         | 40    | 3     | 0             | 0             | 0                  | 0                  | 40    | 3     |
| Real Sociedad Honduras     | 2020/21       | 0     | 0     | -             | -             | -                  | -                  | 0     | 0     |
| Real Sociedad Honduras     | Total         | 0     | 0     | 0             | 0             | 0                  | 0                  | 0     | 0     |
| Total carrera              | Total carrera | 243   | 29    | 0             | 0             | 9                  | 0                  | 252   | 29    |

Fuente

## Palmarés

### Campeonatos internacionales
| Título        | Club    | Lugar    | Año  |
| ------------- | ------- | -------- | ---- |
| Liga Concacaf | Olimpia | San José | 2017 |

### Distinciones individuales
| Distinción                     | Año  |
| ------------------------------ | ---- |
| Once Ideal de la Liga Nacional | 2015 |